# Distrikt Catilluc
Der Distrikt Catilluc liegt in der Provinz San Miguel in der Region Cajamarca im Norden Perus. Der Distrikt wurde am 19. Juni 1989 gegründet. Er besitzt eine Fläche von 202 km². Beim Zensus 2017 wurden 2901 Einwohner gezählt. Im Jahr 1993 lag die Einwohnerzahl bei 3328, im Jahr 2007 bei 3369. Sitz der Distriktverwaltung ist die 2847 m hoch gelegene Ortschaft Catilluc mit 463 Einwohnern (Stand 2017). Catilluc befindet sich 23,5 km nordnordöstlich der Provinzhauptstadt San Miguel de Pallaques.

## Geographische Lage
Der Distrikt Catilluc befindet sich in der peruanischen Westkordillere im Nordosten der Provinz San Miguel. Der Distrikt erstreckt sich über das Quellgebiet des Río Chancay (im Oberlauf auch Río Llantén). Dieser entwässert das Areal nach Norden.
Der Distrikt Catilluc grenzt im Westen an den Distrikt Tongod, im zentralen Norden an den Distrikt Ninabamba (Provinz Santa Cruz), im Nordosten und im Osten an die Distrikte Chugur und Hualgayoc (beide in der Provinz Hualgayoc) sowie im Süden an den Distrikt Llapa.

## Ortschaften
Im Distrikt gibt es neben dem Hauptort folgende größere Ortschaften:
- Los Angeles
- Quilcate